# Duke's Mayo Bowl 2020
Match précédent Match suivant
Le Duke's Mayo Bowl 2020 est un match de football américain de niveau universitaire joué après la saison régulière de 2020, le 30 décembre 2020 au Bank of America Stadium de Charlotte dans l'État de Caroline du Nord aux États-Unis.
Il s'agit de la 19e édition du Duke's Mayo Bowl, sponsorisé par la société Duke's Mayonnaise (en).
Le match met en présence l'équipe des Demon Deacons de Wake Forest issue de l'Atlantic Coast Conference et l'équipe des Badgers du Wisconsin issue de la Big Ten Conference. Il a débuté à midi locales et a été retransmis à la télévision par ESPN.
Wisconsin gagne le match sur le score de 42 à 28.

## Présentation du match
Une équipe de l'Atlantic Coast Conference (ACC) et une équipe de la Big Ten Conference ont été invitées pour participer au bowl en fonction des contrats liant ces conférences avec les propriétaires de l'événement.
| Équipes                                                                                               | Conférences | Entraîneurs       | Stats. saison rég. | Classements avant le bowl | Classements avant le bowl | Classements avant le bowl |
| --- | ----------- | ----------------- | ------------------ | ------------------------- | ------------------------- | ------------------------- |
| Équipes                                                                                               | Conférences | Entraîneurs       | Stats. saison rég. | CFP                       | AP                        | Coaches                   |
| Demon Deacons de Wake Forest                                                                          | ACC         | Dave Clawson (en) | 4 - 4              | NC                        | NC                        | NC                        |
| Badgers du Wisconsin                                                                                  | B10         | Paul Chryst (en)  | 3 - 3              | NC                        | NC                        | NC                        |
| - Arbitre : James Carter (SEC) - Équipe donnée favorite par les bookmakers : Wisconsin par 10 points. |             |                   |                    |                           |                           |                           |

Il s'agit de la première rencontre entre ces deux équipes.

### Demon Deacons de Wake Forest
Avec un bilan global en saison régulière de 4 victoires et 4 défaites (3-4 en matchs de conférence), Wake Forest est éligible et accepte 20 décembre l'invitation pour participer au Duke's Mayo Bowl de 2020.
Ils terminent 10e de l' Atlantic Coast Conference.
À l'issue de la saison 2020, ils n'apparaissent pas dans les classements CFP, AP et Coaches.
C'est leur 3e participation au Duke's Mayo Bowl.
| Saisons | Dates            | Vainqueurs  | Scores  | Finalistes  | Bilan     |
| ------- | ---------------- | ----------- | ------- | ----------- | --------- |
| 2007    | 29 décembre 2007 | Wake Forest | 24 - 10 | Connecticut | V : 1 - 0 |
| 2017    | 29 décembre 2017 | Wake Forest | 55 - 52 | Texas A&M   | V : 2 - 0 |

### Badgers du Wisconsin
Avec un bilan global en saison régulière de 3 victoires et 3 défaites (en matchs de conférence), Wisconsin est éligible et accepte le 20 décembre l'invitation pour participer au Duke's Mayo Bowl de 2020.
Ils terminent 3e de la West Division de la Big Ten Conference derrière Northwestern et Iowa.
À l'issue de la saison 2020, ils n'apparaissent pas dans les classements CFP, AP et Coaches.
C'est leur première apparition au Duke's Mayo Bowl.